# Ганко
Га́нко (фін. Hanko, швед. Hangö,)  — південне місто Фінляндії на однойменному півострові при виході до Фінської затоки. Населення  — 9270 осіб (2014 рік).

## Географія

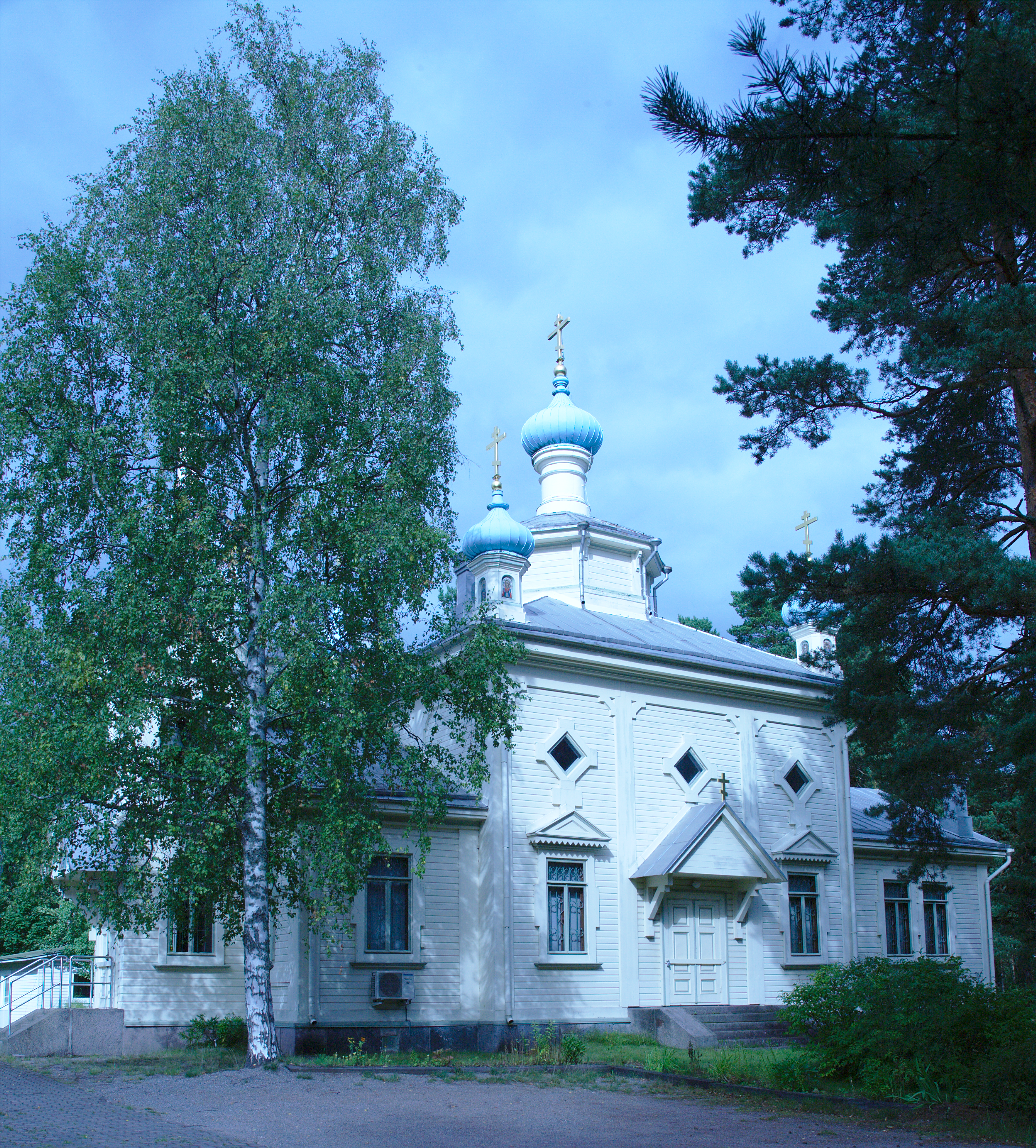
Православна церква Ганко

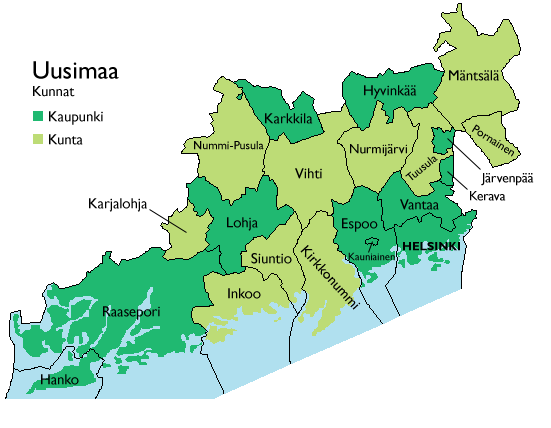
Міський муніципалітет Ганко на карті провінції Уусімаа.

Розташоване на півдні півострова Ганконіемі, з трьох сторін оточене морем. У межах міста понад 30 кілометрів піщаних пляжів. Відстань до Гельсінкі  — 127 км, до Турку  — 141 км. Найближче місто  — Расеборг (35 км).

## Історія
У1895 році в Ганко збудована кам'яна православна церква святої Марії Магдалини. Тепер у складі ФПЦ.
Місто відоме тим, що на півострові Ганко після Зимової війни була розташована військова база радянської армії. Після Другої світової війни, згідно з мирним договором, укладеним 10 лютого 1947 року, цю базу виміняли на іншу фінську територію в районі Порккала-Удд.

## Адміністрація
Міський муніципалітет входить до складу провінції Уусімаа.

## Клімат
У Ганко клімат перехідний від морського до помірно-континентального.
| Клімат Ганко            | Клімат Ганко | Клімат Ганко | Клімат Ганко | Клімат Ганко | Клімат Ганко | Клімат Ганко | Клімат Ганко | Клімат Ганко | Клімат Ганко | Клімат Ганко | Клімат Ганко | Клімат Ганко | Клімат Ганко |
| Показник                | Січ.         | Лют.         | Бер.         | Квіт.        | Трав.        | Черв.        | Лип.         | Серп.        | Вер.         | Жовт.        | Лист.        | Груд.        | Рік          |
| Абсолютний максимум, °C | 9,3          | 9,1          | 14,4         | 22,4         | 29,6         | 31,4         | 32,3         | 30,3         | 25,8         | 17,6         | 14,6         | 11,8         |              |
| Середній максимум, °C   | 0,0          | −0,8         | 2,0          | 6,8          | 13,1         | 17,6         | 21,0         | 20,0         | 15,2         | 9,4          | 5,0          | 2,2          |              |
| Середня температура, °C | −2,2         | −3,2         | −0,8         | 3,6          | 9,2          | 13,9         | 17,5         | 16,8         | 12,6         | 7,3          | 3,2          | 0,3          |              |
| Середній мінімум, °C    | −4,5         | −5,7         | −3,5         | 0,8          | 5,8          | 10,6         | 14,3         | 13,9         | 10,0         | 5,1          | 1,3          | −1,9         |              |
| Абсолютний мінімум, °C  | −33,9        | −35,2        | −22,8        | −16          | −3,4         | 2,5          | 4,6          | 4,5          | −2,4         | −9,2         | −14,9        | −31,3        |              |
| Норма опадів, мм        | 55           | 36           | 39           | 30           | 35           | 45           | 51           | 79           | 55           | 75           | 72           | 62           | 634          |
| Днів з дощем            | 18           | 14           | 14           | 11           | 10           | 11           | 11           | 14           | 14           | 17           | 17           | 18           |              |
| ----------------------- | ------------ | ------------ | ------------ | ------------ | ------------ | ------------ | ------------ | ------------ | ------------ | ------------ | ------------ | ------------ | ------------ |